# 奥德里奇·艾姆斯
奥德里奇·艾姆斯（英語：Aldrich Ames，1941年5月26日—），前美国中央情报局官员和情报分析员，因向前苏联和俄罗斯出售美国情报于1994年2月被捕。艾姆斯从出卖情报中获得的利益达到460万美元，大量美国在苏行动受破坏、秘密情报网络瘫痪。艾姆斯最终被判处终身监禁。

## 生平
艾姆斯生于美国威斯康辛州河瀑布，于1960年起受雇于中情局。1969年在土耳其安卡拉的任务标志着其开始着手对前苏联的情报工作。1986年起中情局开始调查美国在苏联情报网络的瓦解，并于1990年起重点调查其内部潜伏特工的可能，最后导向对艾姆斯的调查。
尽管艾姆斯两次通过了中情局测谎仪的鉴别，他还是因为开支明显超过薪资收入而受到严密监视和调查。1993年期，中情局对此人实施电子监听、个人垃圾循迹拼图、在其车辆安装追踪器等监视措施。中情局最终在艾姆斯赴莫斯科会议前将其逮捕。
1994年2月艾姆斯向美国司法部认罪，承认向前苏联提供了美国一批外交、防御、安全政策，并向对方透露了在前苏联境内的美国中情局及其他美国外部事务秘密人员的身份。估计至少10名美国特工在前苏联或俄罗斯因为他的泄密而遭到处决。

## 相關著作

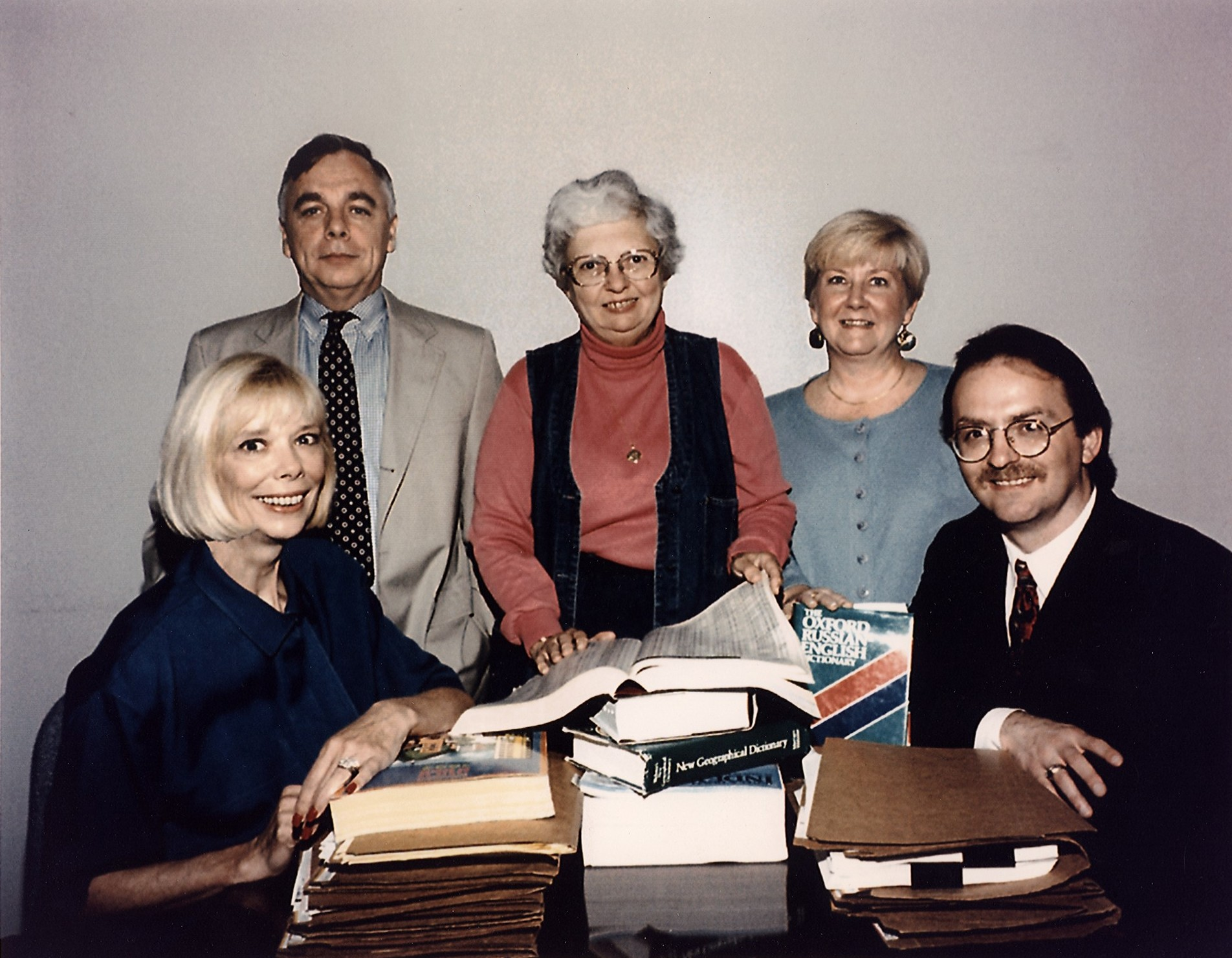
揭發艾姆斯叛變的中情局團隊

揭發艾姆斯叛變的中情局特工Sandra Grimes與Jeanne Vertefeuille於2012年出書Circle of Treason: A CIA Account of Traitor Aldrich Ames and the Men He Betrayed。

## 相关媒体
- . 豆瓣.   [2014-05-31]. （原始内容存档于2019-06-22）.
- . 人民文摘.   [2014-05-31]. （原始内容存档于2014-05-31）.
- . IMDB.   [2014-05-31]. （原始内容存档于2021-02-18）.
- . 莫斯科华人报社.   [2014-05-31]. （原始内容存档于2012-01-25）.